# Irina Rosetti
Irina C. Rosetti (n. 15 noiembrie 1941, București, România) este o arhitectă română ce trăiește la Paris. S-a distins prin clădirile moderne industriale pe care le-a proiectat și construit în anii '70 în România. Este cunoscută în special pentru clădirile gărilor din Predeal și Tulcea, devenite „embleme” și puncte de interes turistic pentru orașele respective. Acestea reprezintă o arhitectură de tip internațional care a rupt linia clasicistă din perioada comunistă din România.
Arhitectura Irinei Rosetti face parte din patrimoniul arhitectural al secolului XX din România, integrându-se în procesul de resincronizare și oficializare a modernismului.

## Biografie
Irina Rosetti s-a născut la București. A absolvit facultatea de arhitectură în 1965 la Institutului de Arhitectură și Urbanism “Ion Mincu”, București, România, seria 1965, fiind șefă de promoție. Între 1965-1974 a lucrat în proiectare la Ministerul Căilor Ferate, București și apoi a fost chemată de profesorul Ascanio Damian ca asistentă la facultate. În 1972 se căsătorește cu arhitectul Lutfi Sefchi Sait (1930 - 2016) , originar din Dobrogea, pe care îl întâlnește la Tulcea. Ea avea proiectul gării în șantier și el tocmai termina construirea clădirii Hotelului Delta din Tulcea, al cărui autor era. Cei doi soți arhitecți au un fiu, Alexander Rosetti-Sait, care și el urmează linia familiei studiind arhitectura și lucrând ca arhitect în Franța și la Luxemburg. Irina Rosetti se înscrie la doctorat cu tema tezei “Integrarea arhitecturii contemporane în structuri urbane preexistente din România”. Ea își duce teza până la jumătate, după care i se impune o schimbare de subiect căci se consideră că tema ei contravenea lucrărilor de demolare catastrofice ale perioadei ceaușiste. Arhitecta Irina Rosetti preconiza păstrarea a ceea ce se demola. Ea refuză să schimbe tema, renunțând la continuarea doctoratului. În 1988, constrânsă de persecuțiile regimului comunist al lui Ceaușescu, Irina Rosetti pleacă și se stabilește în Franța unde obține statutul de refugiat politic și în 1995 devine cetățean francez. În 1990 familia se reunește la Paris. În Franța Irina continuă să lucreze la proiecte de largă amploare și concursuri de arhitectură.

## Activitate profesională

### În România (1965-1988)

#### Proiecte de arhitectură în România (1965-1974)
În anii '70 Ceaușescu începuse să dea voie arhitecților din România să construiască mai liber, în stil modernist internațional. În această linie de stil se înscriu cele două gări create de Irina Rosetti. Cea de la Predeal are acoperișul în formă de șa, acoperirea clădirii fiind în forma unor "paraboloizi hiperbolici".i Gara de la Tulcea are ceva din formele rotunjite ale Capelei de la Ronchamps a lui Le Corbusier.
Gara Predeal
Gara Predeal și Izvorul 24 din Băile Olănești sunt singurele clădiri din țară care sunt construite în formă de șa geometrică, o formă arhitecturală foarte greu de realizat, ce cere respectarea foarte riguroasă a unor coordonate matematice. Gara din Predeal atrage atenția trecătorilor prin forma ei deosebită. Acoperișul se sprijină pe două puncte fixe, în jurul cărora forța și rezistența ajung în echilibru, acestea sprijinindu-se la rândul lor pe trei coloane de tip Benoto cu o adâncime de 25 de metri în sol pentru o rezistență deosebită.

Gara Predeal, 1969

Actuala clădire a Gării din Predeal a fost inaugurată la 25 decembrie 1968, fiind până în prezent una dintre cele mai moderne construcții din țară. Autori arhitectii din București: Arh Ilie Dumitrescu și Irina Rosetti. La realizarea clădireii a colaborat inginerul Prof. Dr. Ing. Mircea Manoilescu.
Gara Tulcea Oraș
În anul 1972 în portul de pe malul Dunării se finalizează construcția Gării de 
pasageri Tulcea. Aceasta este realizată după planurile arhitectei Irina Rosetti. Special la Gara din Tulcea este planul ei tri-lobat, care preia direcțiile celor trei axe care duc spre clădire; firul fluviului, linia falezei și drumul dinspre centrul orașului. Clădirea cu aspect de ambarcațiune a fost concepută că o morișca formată din trei arce - trei jumătăți de bărci care da impresia călătorului de pe vapor că clădirea se rotește.

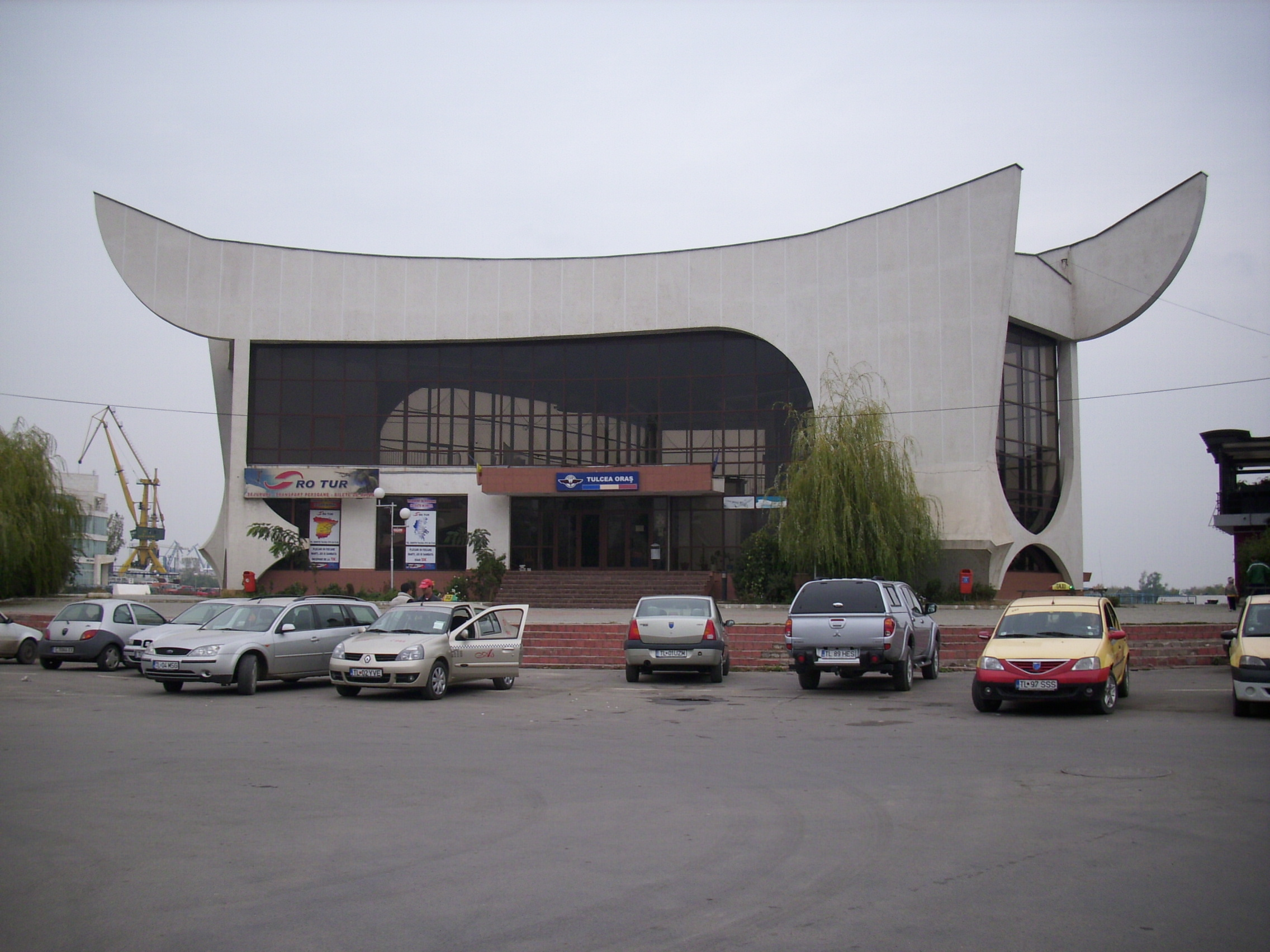
Gara Tulcea Oraș, 1972

Trei poze și un plan de situație cu Gara Tulcea (dar nu foarte relevant pentru a scoate in evidență forma interesantă a Gării Tulcea) apar pe Wikimapia.
Planul trilobat al clădirii gării și amplasamentul ei în portul Tulcea se pot vedea bine pe Google maps la:
Vedere din avion a clădirii Gării Tulcea - arhitect Irina Rosetti
Clădirea Gării Tulcea proiectată și realizată de arhitecta Irina Rosetti  poate fi considerată ca un "produs al școlii de arhitectură aflată în perioada de 'răzvratire'. Clădirea este frumos proporționată atat în plan cât și volumetric. Cele trei fațade rezultate simbolizează profilul unei ambarcațiuni. Clădirea acestei gări reprezintă un obiect arhitectural cu o anumită conotație și simbolistică".
În România Irina Rosetti a fost arhitect autor și co-autor și a altor proiecte dintre care cele mai importante sunt: Gara Reșița, România; și Centrul de Informatică a Cailor Ferate Române, București , România (Proiect distins cu "Premiul Uniunii Arhitecților din România").
Cât a lucrat la Ministerul Transporturilor, București, arhitecta Rosetti a participat și la concursul "Monumentul Feroviarilor", București, România obținând premiul I. Monumentul urma să fie plasat în axa Gării de Nord și a clădirii ministerului, dar până la urmă din lipsa de fonduri nu s-a implementat.

#### Activitate în învățămantul superior de arhitectură (1972-1988)
Între 1972 și 1988, Irina Rosetti lucrează ca asistent și apoi lector la Institutul de Arhitectură „Ion Mincu”, la catedra Bazele Proiectarii de Arhitectură. Se distinge prin experiența practică pe care a dobândit-o lucrând în proiectare și pe care o poate împărtăși studenților mai bine decât colegii ei care au rămas asistenți imediat după terminarea studiilor.

### Activitate profesională în Franța (1989-2002)
Începând din 1989 Irina lucrează în diferite agenții de arhitectură pariziene unde participă ca autor și colaborator la diferite realizări de proiecte și numeroase concursuri de arhitectură.

#### Proiecte de arhitectură în Franța
- Agenția ARD – ARCHITECTES, Paris: Spitalul Național de la St Maurice, clădiri de birouri, hoteluri și case de locuit la Port Royal,Paris, spital la EPINAL
- Agenția NMS ARCHITECTURE, Paris (Nicolas Malivel & Michel Seraqui)

Spitale (CHG – Centre Hospitalier General) la Dieppe,’Angers, spitalul Pontchaillou-“Centrul Cardio-Pneumatologic”, Clinică Europeană (regruparea clinicelor din orașul Rouen), Spitalul Americain din Paris, (restructurarea serviciilor), Policlinică din Flandra (regrouparea clinicilor din Dunquerque), Spitalul de la Argentan. 
Residente pentru bătrâni (CH) la Bayeux (233 paturi), la Aigle (78 paturi), la Aunnay sur Odon (100 paturi), la Aigle. 
- Agenția Alain Manoilesco – ARCHITECTES, Paris

Colegiul "Marie Curie", clădirea cu 40 de locuințe ZAC Ferme, Pasaj și amenajări exterioare la Savigny le Temple

#### Concursuri în Franța
Centru de reeducare ARCHE le MANS, Spitalul American din Paris, CH la Tours,- CH de Mauntauban spital la Bretonneaux, Collegiul “JEAN MOULIN” la Montreuil sous Bois, 65 de locuințe la Perreux sur Marne; Case pentru bătrâni la Salon de Provence, Roubaix, Pougny-Douillancourt.

## Distincții
Irina Rosetti este prezentă atât în catalogul „Arhitecți români în străinătate” (1992) cât si în cartea “Arhitecții și exilul” ( 2012) publicate de Adrian Mahu.

Printr-o hotărâre a Primăriei orașului Cisnădie din județul Sibiu, din 15 noiembrie 2015, o stradă a fost denumită Irina Rosetti în Cartierul Arhitecților din acel oraș, cartier situat lângă Sibiu. Hotărârea aprobă 13 propuneri de denumiri de străzi cu nume de arhitecți: Mircea Alifanti, Ștefan Balș, Roger Bolomey, State Ciortan, Ascanio Damian, Constantin Iotzu, Haralamb Georgescu, Alexandru Orăscu, Radu Patrulius, Irina Rosetti, Gheorghe Simotta, Tiberiu Ricci, Ion, D. Trăjănescu. Lista o onorează pe Irina, ea fiind alături de arhitecți români cunoscuți, printre care este singura încă în viață și singura femeie. Aceasta este o frumoasă recunoaștere a locului pe care Irina Rosetti îl ocupă în arhitectura modernă a României.